# Shadwan
Shadwan is een Egyptisch eiland aan de ingang van de Golf van Suez in de Rode Zee, ten zuiden van het schiereiland Sinaï. Het rotsachtige eiland zonder permanente bewoning is populair bij duikers.
Tijdens de Uitputtingsoorlog tussen Israël en Egypte werd het eiland op 22 januari 1970 kort bezet door Israëlische parachutisten. Zij namen het personeel van een daar gebouwde, Egyptische radarinstallatie gevangen en ontmantelden vervolgens de installatie.